# آيت عزوز (آيت بوخيو)
آيت عزوز هو دُوَّار يقع بجماعة سبت آيت رحو، إقليم خنيفرة، جهة بني ملال خنيفرة في المملكة المغربية. ينتمي الدوّار لمشيخة آيت بوخيو التي تضم 9 دواوير. يقدر عدد سكانه بـ 609 نسمة حسب الإحصاء الرسمي للسكان والسكنى لسنة 2004.

## وصلات خارجية
- البوابة الوطنية للجماعات الترابية
- المندوبية السامية للتخطيط